# NGC 7755
NGC 7755 este o hi (21cm) source⁠(d) situată în constelația Sculptorul. A fost descoperită în 27 septembrie 1834 de către John Herschel. Se află la o distanță de 25 de megaparseci de Pământ.